# Shahrestān di Masal
Lo shahrestān di Masal (farsi شهرستان ماسال) è uno dei 16 shahrestān della provincia di Gilan, in Iran. Il capoluogo è Masal. Lo shahrestān è suddiviso in 2 circoscrizioni (bakhsh): 
- Centrale (بخش مرکزی)
- Shanderman (بخش شاندرمن), con capoluogo Bazar Jom'eh.